# تپه بزرگ چقا جانعلی
تپه بزرگ چقا جانعلی مربوط به دوران پیش از تاریخ ایران باستان تا دوران‌های تاریخی پس از اسلام است و در شهرستان صحنه، بخش مرکزی، روستای چقا جانعلی واقع شده و این اثر در تاریخ ۳۰ تیر ۱۳۸۴ با شمارهٔ ثبت ۱۲۱۹۵ به‌عنوان یکی از آثار ملی ایران به ثبت رسیده است.